# 絵手紙
絵手紙（えてがみ）とは、書面に絵を添えた手紙の一種である。「絵のある手紙」自体は古くからあるものだが、「絵手紙」というジャンルが確立されたきっかけは、書道家の小池邦夫が1978年から1979年にかけて、文化出版局の美術雑誌『季刊 銀花』の綴じ込み企画として、6万枚の直筆絵手紙を発表したことによる。現在は中高年層を中心に趣味の一環として広まっている。

## 概要
最初から絵や文を印刷して市販されることが多い絵葉書（ポストカード）とは違い、絵と文章を自分でかくものである。しかし絵手紙を絵葉書の類型とすることもある。また、モノクロ写真に色を塗って仕上げた「手彩色絵葉書」とも異なる。素朴で民衆的な書画としての趣味であるが、手紙であることから郵便趣味（郵趣）の一種とも言える。
明確に使用する道具の制限はないが、書道と日本画で用いる筆と墨、着色には顔彩、画仙紙のはがきの使用が推奨される。それらを用いてはがきに花や野菜など身近なものをかき、絵手紙を送る相手に最も伝えたい気持ちを短い言葉で添える。小池邦夫は絵手紙について「モットーは『ヘタでいい・ヘタがいい』。テクニックよりも飾らずに自分の味を表現すること」と語る。
絵手紙に関する団体として日本絵手紙協会がある。

## かき方
かき方は日本絵手紙協会の公開している方法による。公式ホームページも参照。
1. まず、モチーフを決める。初心者には野菜や果物がかきやすいとされる。この時、他人のものをお手本として使用してはならない。自分が選んだモチーフを見た通りにかくことが重要である。
2. モチーフが決まったら、対象をよく観察する。
3. 絵の部分をかく。「ぶっつけ本番」であるので、下書きをしたり練習をしたりしてはならない。
  1. かく時には基本的に筆を用いる。筆は鉛筆のように持つのではなく、筆の端をリラックスした状態で持つ。懸腕直筆のかたちでかく。このかき方は非常にかきづらいが、味を出すのに有効である。また、絵手紙協会はモチーフを葉書に入り切らないくらい大きくかくことをポイントして紹介している。
  2. モチーフの絵をかく。まずは墨で輪郭線をかき、その後に彩色をする。彩色はやさしく叩くようにして、素早く終える。この時、色を何度も混ぜることは推奨されない。多少塗られていない箇所があった方が味がでるので、ある程度彩色したら終わらせる。
4. 言葉を添える。長い文章は推奨されない。
5. 印を押す。使う判子として、消しゴムはんこを推奨している。
6. 宛先などをかき、切手を貼り投函する。絵手紙協会は一生懸命作ったものに失敗は存在しないとし、書いたものは必ず投函するよう推奨している。

## 活動

### 日本絵手紙協会
1985年設立の一般社団法人。同協会は「絵手紙」を商標として登録出願したが、識別能力を有しないとして却下された。また、絵手紙普及を目的として2月3日を「絵手紙の日」として制定した。2月3日である理由は日付を「ふみ」と読むことができるから。

### 狛江市のまちおこし活動

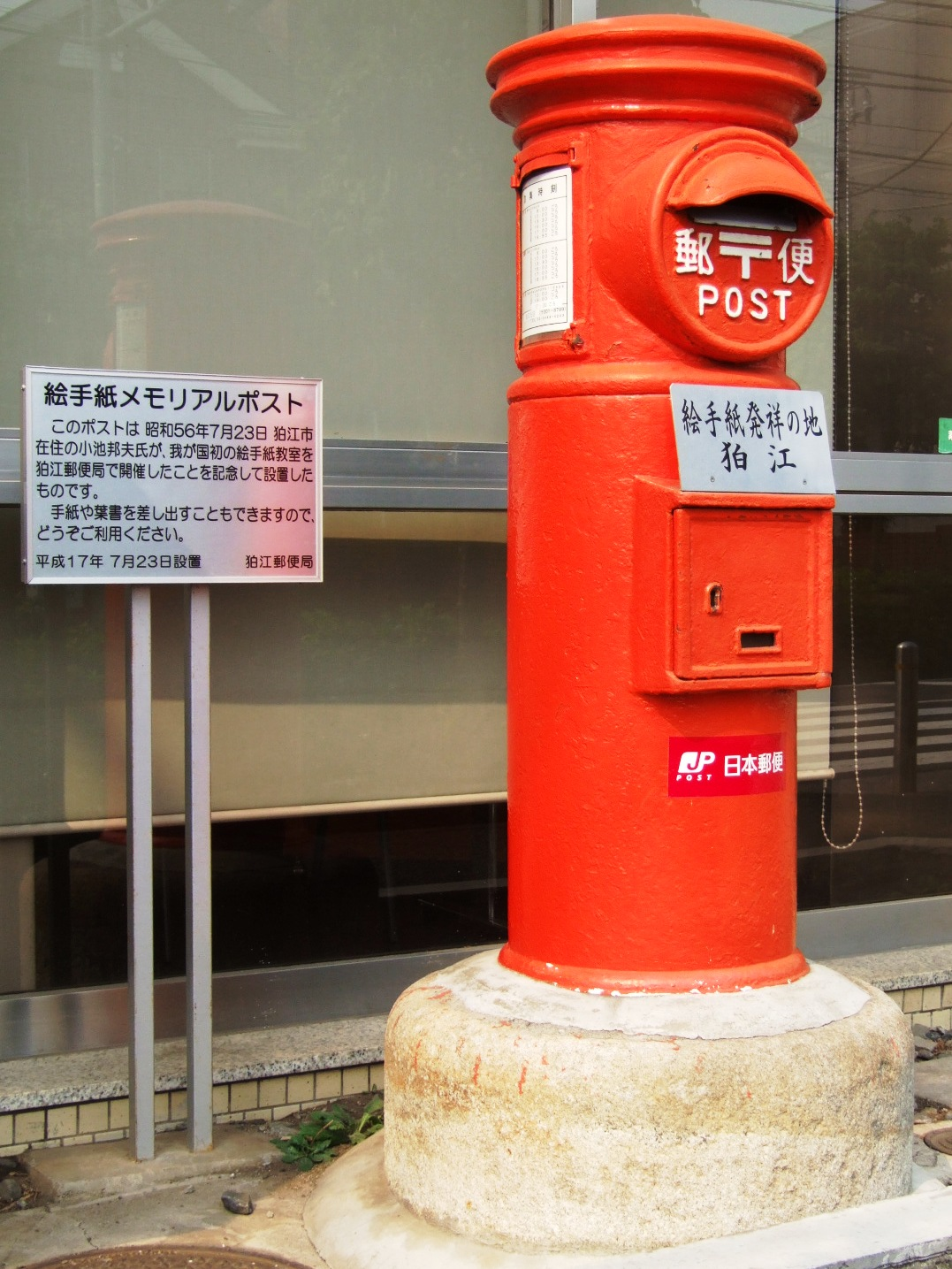
狛江郵便局の「絵手紙メモリアルポスト」

郵政民営化前の郵政省時代、郵便局の「ふみの日記念イベント」で、小池邦夫が狛江郵便局に講師として招かれ「絵手紙教室」を初めて開催したことを理由に、小池が在住する東京都狛江市は絵手紙発祥の地とされる。市は町おこしの一環として2007年から「絵手紙発祥の地 - 狛江」を掲げ、絵手紙を文化事業に取り入れている。小田急線狛江駅前の排気筒や狛江郵便局のポストには小池邦夫の絵手紙モニュメントが飾られている他、狛江市のコミュニティバスである「こまバス」にも小池による「絵手紙発祥の地 - 狛江」のラッピングが施されているなど、市内各地に絵手紙が飾ってある。
市内でも絵手紙の講習会や愛好会が活動し、市役所や駅構内、商店街などに市民の手になる四季折々の絵手紙が掲示されている。小池は日本絵手紙協会会長として、狛江市が立ち上げた絵手紙発祥の地 - 狛江実行委員会にも参画している。

## 美術館
- 小池邦夫絵手紙美術館 - 山梨県南都留郡忍野村にある美術館。小池邦夫による作品、収集した関連資料を展示する[11]。
- 山路智恵絵手紙美術館 - 長野県下水内郡栄村にある美術館。 山路智恵による作品を展示している[12]。

## 補記
歌人の清水比庵は、およそ110年前、庶民の暮らしや風俗を絵手紙にして同僚に頻繁に送ったことから『絵手紙の元祖』とも称されている。